# Дистрибутив Linux

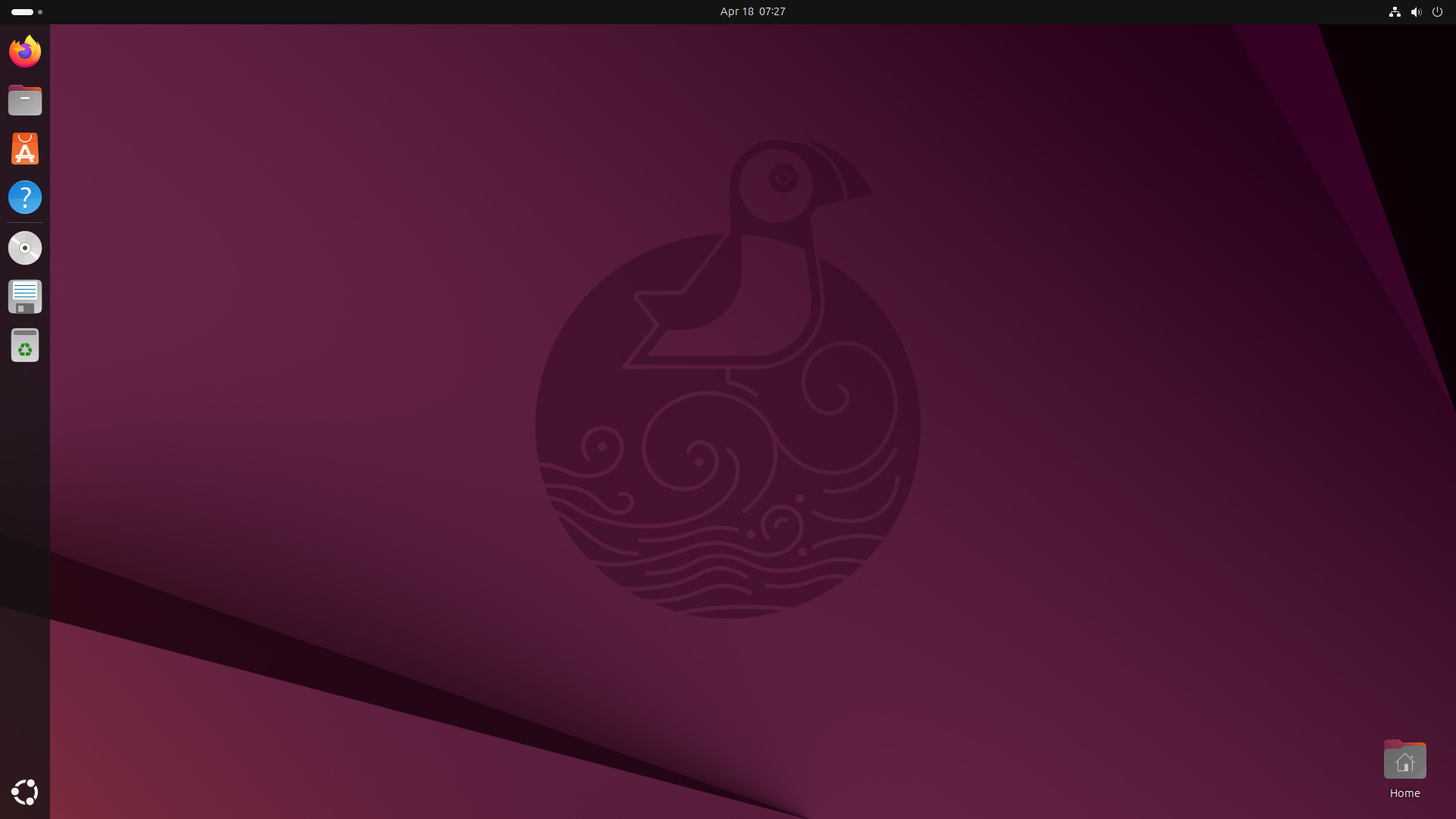
Ubuntu, один із найпопулярніших стільничних дистрибутивів Linux

Дистрибутив Linux, часто також дистрибутив або дистро — це загальна назва UNIX-подібних операційних систем, що складаються із системних бібліотек та інструментів, розроблених проєктом GNU, ядра Лінукс та інших програм. Існує величезна кількість різноманітних дистрибутивів GNU/Linux від повноцінних стільничних та серверних операційних систем до мінімальних середовищ (що, як правило, використовуються у вбудованих системах чи мають спеціалізоване призначення).
Для забезпечення належності до UNIX, дистрибутиви GNU/Linux містять набір UNIX-подібних інструментів та бібліотек. У повнофункціональних дистрибутивах він, як правило, береться з проєкту GNU. Дистрибутиви, орієнтовані на мінімальний розмір, користуються компактнішими альтернативами, наприклад, busybox та uClibc.
До появи перших дистрибутивів людина, що хотіла стати користувачем Linux, повинна була бути експертом UNIX знаючи не лише які бібліотеки та програми потрібні для успішного завантаження та запуску системи, але й важливі деталі конфігурації системи та способу розташування в ній певних файлів.
Дистрибутиви почали з'являтись відразу після того, як ядро Лінукс почали використовувати не тільки програмісти GNU/Linux, котрі були більше зацікавлені у розробці ядра, аніж в написанні користувацьких програм. Першими з них були:
- «Boot-root» від H J Lu's, дводисковий набір з ядра та абсолютного мінімуму необхідних для запуску інструментів;
- MCC Interim Linux, що був доступний для загального завантаження з сервера FTP Університету Манчестера у лютому 1992 року;
- TAMU, створений ентузіастами з Техаського університету A&M приблизно в той же час;
- SLS (Softlanding Linux System).
- Yggdrasil Linux, перший дистрибутив GNU/Linux, що поширювався на КД.

Оскільки SLS дуже погано підтримувався, Патрік Волкердінґ на його основі розробив дистрибутив, котрий назвав Slackware. Перший випуск цього дистрибутиву відбувся 16 липня 1993. Це найстаріший з активних в наш час дистрибутивів.
Користувачі зацікавились дистрибутивами GNU/Linux як альтернативою DOS та Microsoft Windows на ПК, Mac OS X на комп'ютерах Macintosh та власницьким версіям UNIX. Перші адепти були знайомі з UNIX ще з шкільної лави. Вони вибирали GNU/Linux за його стабільність, низьку вартість, та за доступність джерельних кодів практично всіх включених програм. Дистрибутиви, що спочатку розроблялись просто задля зручності, нині стали звичним вибором навіть для експертів UNIX чи Linux.

## Склад дистрибутиву
Типовий дистрибутив, призначений для запуску як офісна чи розважальна система, складається з інструментів та бібліотек проєкту GNU, додаткових програм, документації, графічної системи, віконного менеджера та стільничного середовища, а також ядра Лінукс. Більшість з включених програм є вільними та/або програмами з відкритим кодом, що поширюються супровідниками як у двійковій формі, так і у вигляді джерельних текстів, що дає можливість користувачам при потребі самостійно змінювати джерельний код. Частина включених програм, проте, можуть бути власницькими, без доступних джерельних кодів.
Більшість дистрибутивів мають систему встановлення, як і інші сучасні операційні системи; проте є й самозбірні дистрибутиви штибу Gentoo Linux та Лінукс Спочатку (Linux From Scratch), що надають у скомпільованій формі лише ядро, компілятор та встановлювач, котрий компілює всі інші програми під специфічне середовище конкретного користувача.

### Керування пакунками
Як правило дистрибутив поділений на пакунки. Кожен пакунок містить певну програму чи службу, наприклад бібліотеку для обробки малюнків у форматі PNG, колекцію шрифтів чи вебоглядач.
Як правило пакунок постачається у скомпільованій формі, зрозумілій системі керування пакунками (СКП). Кожен такий пакунок містить окрім власне програми ще й додаткову інформацію як-от опис, інформацію про версію програми та/або пакунку, інформацію про залежності. За допомогою цієї інформації СКП може оновлювати пакунок до новішої версії в автоматичному, напівавтоматичному чи ручному режимі, шукати потрібний тощо.
Хоча в дистрибутивах GNU/Linux, як правило, міститься значно більше програм, аніж у власницьких операційних системах, локальні адміністратори часто самостійно встановлюють додаткові, потрібні їм програми — новішу версію графічної оболонки чи програму, котру не знайшли за допомогою СКП. Якщо така програма встановлювалась вручну, компіляцією з джерельних кодів, то СКП не знає про її існування і фактичний стан системи відрізняється від того, котрий очікується. Така ситуація може призвести до клопотів у майбутньому — при оновленні чи встановленні нових програм через СКП, тому адміністраторам потрібно докладати додаткових зусиль для підтримки системи у актуальному стані, оскільки СКП не зможе зробити це автоматично.

## Класифікація дистрибутивів
В загальному дистрибутиви можуть бути:
- комерційними чи некомерційними;
- розробленими для корпоративного чи домашнього вжитку;
- розробленими для серверів, стільниць чи вбудованих систем;
- орієнтованими на звичайних чи досвідчених користувачів;
- загального призначення чи вузькоспеціалізовані, наприклад мережеві маршрутизатори, файрволи, кластери;
- спроектованими або й навіть сертифікованими для вжитку на специфічних архітектурах та пристроях;
- орієнтованими на специфічні групи користувачів, як, наприклад, українізовані дистрибутиви чи дистрибутиви для науковців або митців.